# Kotrhův mlýn
Kotrhův mlýn (Kotrchovic) v Sušici v okrese Klatovy je zaniklý vodní mlýn, který stál na řece Otava v centru města při pravém břehu Pelantova jezu. Dochovala se z něj pouze vjezdová brána, která je chráněna jako nemovitá kulturní památka České republiky.

## Historie
Mlýn pochází z roku 1821. V roce 1930 byl jeho majitelem František Kotrh.
Areál mlýna je zcela přestavěný pro účely soukromé firmy a pracuje při něm Malá vodní elektrárna (MVE); brána je zazděná.

## Popis
Mlýnice a dům byly pod jednou střechou, ale dispozičně oddělené; původně byl mlýn zděný a vícepodlažní.
Voda na vodní kolo vedla náhonem přes stavidlo na turbínovou kašnu a odtokovým kanálem se vracela zpět do řeky. K roku 1930 mlýn poháněla dvě kola na spodní vodu (průtok 1.09 m³/s, spád 1.7 m, výkon 11 HP).